# Mycoleptodonoides pergamenea
Mycoleptodonoides pergamenea är en svampart som först beskrevs av Yasuda, och fick sitt nu gällande namn av Aoshima & H. Furuk. 1966. Mycoleptodonoides pergamenea ingår i släktet Mycoleptodonoides och familjen Meruliaceae.   Inga underarter finns listade i Catalogue of Life.